# 이스라엘 민정청
민정청(히브리어: המנהל האזרחי, 아랍어: الإدارة المدنية الإسرائيلية, 영어: Civil Administration)은 서안 지구에서의 이스라엘 정부의 통치 기구로, 이스라엘 정부가 1967년 점령한 영토를 통치하기 위해 1981년 설립하였다. 이스라엘 민정청은 공식적으로는 군 및 신베트와 독립적이었으나, 실질적으로는 종속 관계였다.:133:108
민정청은 이스라엘 국방부의 부대인 영토 내 정부 활동 조정관에게 종속되어 있으며, 팔레스타인 자치 정부와의 협력을 담당한다.

## 배경 및 설립
서안 지구와 가자 지구에서의 민정청 설립은 1978년 이집트와 서명한 캠프 데이비드 협정에 포함되어 있었다. 캠프 데이비드 협정에서는 팔레스타인의 영유권 주장 지역에 대한 논의에서 팔레스타인 해방기구를 포함하지 않았기 때문에, 이스라엘은 1967년 설립했던 군정청을 민정청으로 대체하려고 하였으나, 민정청 수립 이전 이루어진 '지휘 체계' 수정을 통해 권력을 군으로 집중하였다.:107
1981년 발표된 이스라엘 군령 제947호에는 서안 지구와 가자 지구의 민정청에 대해 기술되어 있다.
"우리는 이에 이 지역(서안 및 가자)에 민정을 수립한다. 민정은 거주민의 안녕과, 적절한 통치와 질서의 필요성을 고려해 공공 서비스를 제공 및 운영하기 위해, 이 (군)령에 해당하는 모든 지역 민간 사무를 담당한다."

민정청 설립 후에도 민정과 군은 분리되지 않았다. 모든 민간 부분 사무는 민정청에 이관되어 군에 보고할 필요가 없었지만, 실질적으로 민정청은 군과 신베트에 종속되어 있었다.:108 관리직은 대부분 이스라엘인이었으며, 첩보 기관인 신베트가 사무에 깊게 관여하였다.:133 토마스 프리드먼이 '군정을 완곡하게 표현한 것 뿐'이라고 언급한 것처럼, 팔레스타인인 다수는 깊은 의심을 가졌으며, 서안 지구의 시장 25명이 민정청을 폐지하라는 주장을 한 후 민정청에 반대하는 시위가 일어났고, 이는 이스라엘군이 진압하였다.:133
군의 역할은 임명, 인가 및 허가, 입법까지 확대되었으며, 민정청은 거주민에게 지원금을 나누어주는 전선으로서 활용되었다.:108 팔레스타인 해방기구 및 정치 정당은 금지되었으며, 당시 국방장관이던 아리엘 샤론의 '철의 주먹' 정책과 맞물렸다.:54

### 오슬로 협정 이후
이스라엘과 팔레스타인 해방기구 양측에서 모두 동의한 오슬로 협정에 따라, 1994년 민정청은 행정 사무 일부를 팔레스타인 자치 정부에게 이관하였으며, 통행 허가증 발급을 주요 사무로 삼고 있다. 2005년 이스라엘이 가자 지구에서 철수한 후, 민정청은 서안 지구만 관할하고 있다.

## 활동
이스라엘 방위군은 민정청의 목적을 "민간인에 대한 문제에서 정부 정책의 적용을 통해, 정부 기관, 이스라엘 방위군, 보안 기관의 활동을 조율해, 인간의 질과 기술적 진보를 통합하는 정보원의 역할을 한다"고 설명하며, 또한 "MATPASH 부대는 인도주의적 문제, 기반시설 계획, 경제적 계획을 추진한다"고 기술하고 있다.
민정청은 실질적으로 서안 지구에서 활동하던 이스라엘 내무부의 지역 협동 사무소에 대응하였다. 민정청은 오슬로 협정에 따라, 서안 지구 구획 C에서의 모든 행정적 측면을 담당했으며, 구획 A의 모든 행정과 구획 B의 일부 행정을 담당하는 팔레스타인 정부와 협력해야 하는 위치였다. 2002년 방호벽 작전 이후 구획 A에서 이스라엘군의 활동을 금지하는 오슬로 협정의 조항은 실질적으로 폐지되었으며, 서안 지구에서 이스라엘 방위군이 활동하지 않는 곳은 팔레스타인의 실질 수도인 무카타와 라말라 뿐이다. 거의 규칙과 다름없는 정도로, 서안 지구에서 낮에는 팔레스타인 치안군 경비를 서고, 밤에 이스라엘군이 습격하는 상태가 이어지고 있다.
또한 민정청은 서안 지구와 이스라엘 간 진입 허가증, 서안 지구 내 이동 허가증, 서안 지구에서 이스라엘로 오려는 노동자들의 근무 허가증을 발급하는 역할도 수행하고 있으며, 정착촌에서의 주택 건설에 대한 허가 여부도 결정한다. 영토 내 정부 활동 조정관의 하위 부대로써 기능하는 민정청 부분은 이스라엘 정부에서 예산을 받는다.